# La Tronche
La Tronche ist eine französische Gemeinde mit 6447 Einwohnern (Stand 1. Januar 2022) im Département Isère in der Region Auvergne-Rhône-Alpes. Sie gehört zum Arrondissement Grenoble und zum Kanton Meylan.
Die Einwohner nennen sich Tronchois oder Tronchoises.

## Geographie, Wirtschaft, Infrastruktur
Die Gemeinde liegt im Ballungsraum nordöstlich von Grenoble. Nachbargemeinden sind Quaix-en-Chartreuse im Norden, Corenc im Nordosten, Meylan im Osten, Saint-Martin-d’Hères im Südosten, Grenoble im Süden und Saint-Martin-le-Vinoux im Westen.
Die Isère bildet die Grenze zu Grenoble. Der höchste Punkt in der Gemeindegemarkung ist die Bergspitze des Mont Raichais auf 1051 m. Teile des Gemeindegebietes liegen im Regionalen Naturpark Chartreuse.
Beim örtlichen Spital, das zum Centre hospitalier universitaire Grenoble Alpes gehört, befindet sich eine Haltestelle der Straßenbahn Grenoble.
In La Tronche wird ein Teil der Weinsorte Viognier kultiviert, die hier Galopine genannt wird.

## Bevölkerungsentwicklung
| Jahr                       | 1968 | 1975 | 1982 | 1990 | 1999 | 2006 | 2018 |
| Einwohner                  | 7993 | 7410 | 6690 | 6454 | 6433 | 6142 | 6588 |
| Quellen: Cassini und INSEE |      |      |      |      |      |      |      |

## Sehenswürdigkeiten
- Musée Hébert, Kunstmuseum aus dem 18. Jahrhundert – Monument historique[1]

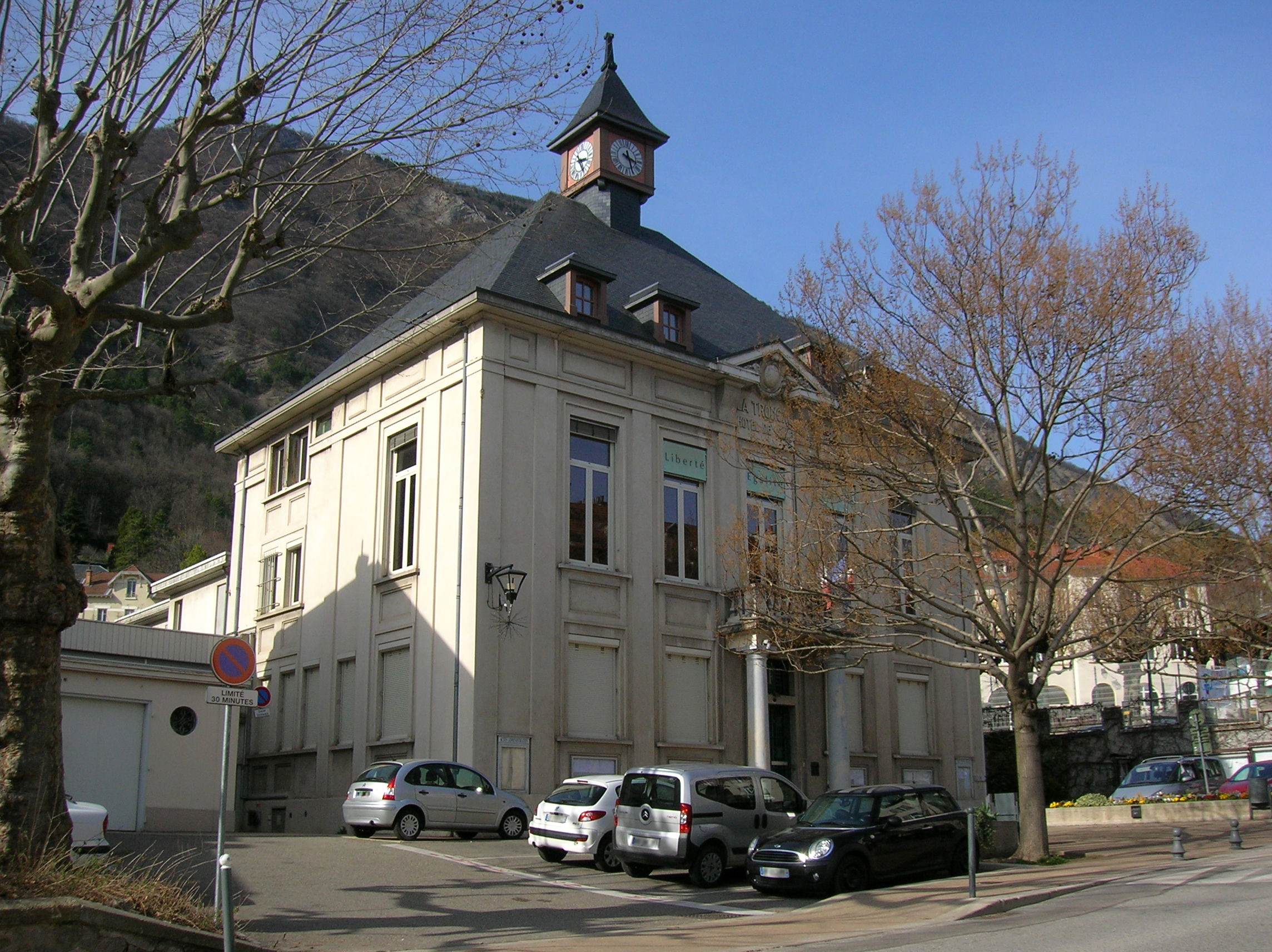
Rathaus (Hôtel de ville)

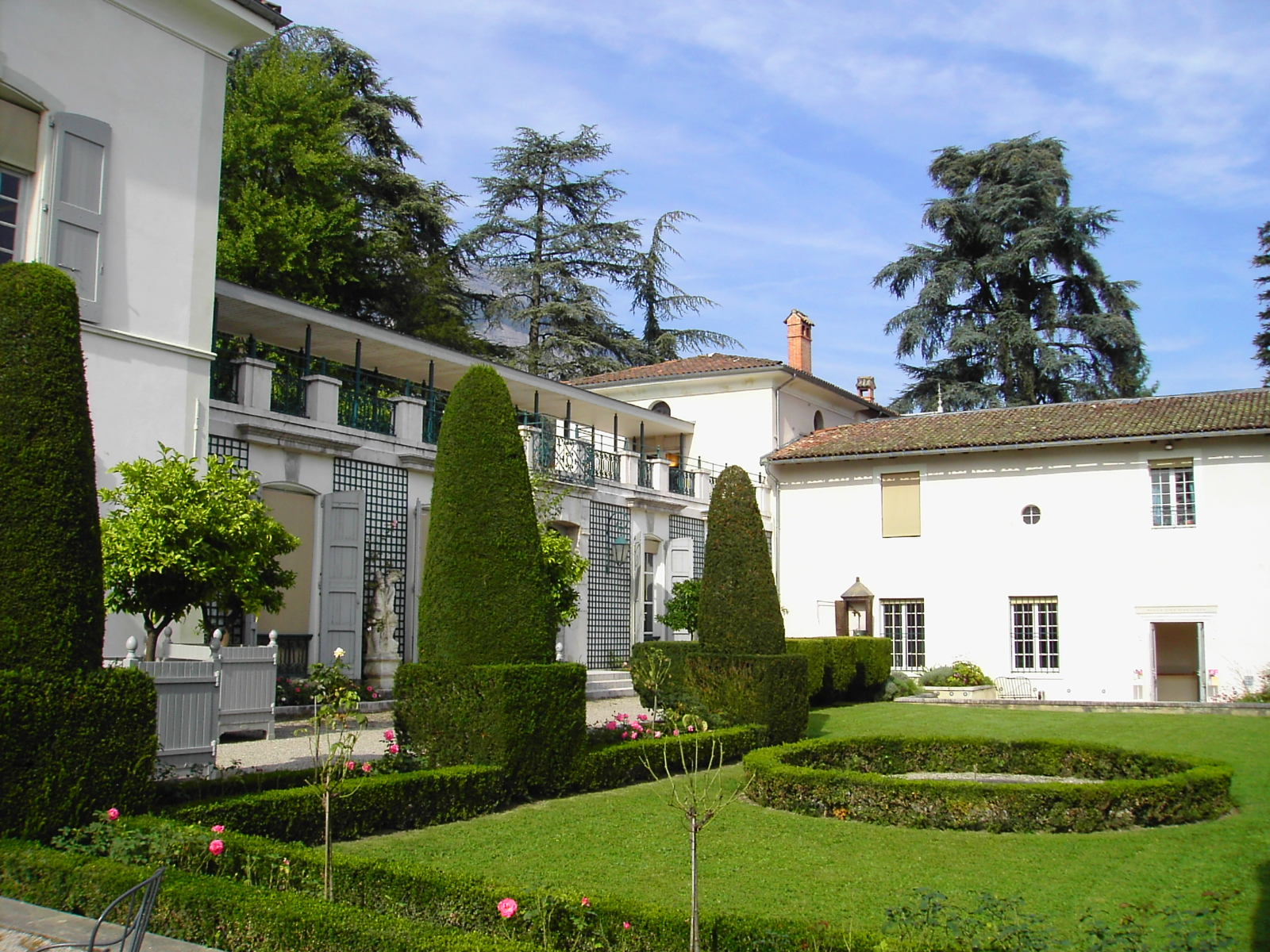
Musée Hébert

## Persönlichkeiten
- Michel Farinel (1649–1726), Violinist und Komponist
- Ernest Hébert (1817–1908), Kunstmaler
- Henri Metzger (1912–2007), Klassischer Archäologe
- Louis Marin (1931–1992), Philosoph, Historiker und Kunstkritiker
- Adrien Douady (1935–2006), Mathematiker
- Ultra Violet (1935–2014), Künstlerin
- Alim Louis Benabid (* 1942), Neurochirurg
- Christian Nicolau (* 1947), Leichtathlet
- Michel Barnier (* 1951), Politiker
- Patrick Clerc (* 1957), Radrennfahrer
- Dominique Locatelli (* 1961), Skilangläufer
- Gilles Rozier (* 1963), Schriftsteller und Übersetzer
- Sophie Sillère (* 1965), Schweizer Fussballspielerin
- Philippe Tarantini (* 1965), Radrennfahrer
- Denis Rey (* 1966), Skirennläufer
- Olivier Faure (* 1968), Politiker (PS)
- Olivier Allamand (* 1969), Freestyle-Skisportler
- Christophe Panzani (* 1975), Jazzmusiker
- Grégory Lemarchal (1983–2007), Popsänger
- Morgane Faure (* 1984), Beachvolleyballspielerin
- Marina Makanza (* 1991), Fußballspielerin
- Yannis Dogo (* 1992), Fußballspieler
- Jennifer Piot (* 1992), Skirennläuferin
- Yan Marillat (* 1994), Fußballtorwart
- Thibaut Collet (* 1999), Leichtathlet